# Meropleon diversicolor
Meropleon diversicolor là một loài bướm đêm trong họ Noctuidae.